# Chốc bọng nước
Chốc bọng nước là một bệnh lý da đặc trưng xảy ra ở trẻ sơ sinh, và nguyên nhân là do nhiễm khuẩn, biểu hiện bởi các bọng nước.:256
Bệnh gây ra bởi độc tố bong da A. Dựa vào thương tổn nhiễm trùng trên bề mặt có thể được chia thành hai dưới nhóm; Chốc, và chốc không bọng nước. Chốc bọng nước gây ra bởi Staphylococcus aureus, vi khuẩn sản xuất độc tố bong da, khi chốc không bọng nước chốc được gây ra bởi Staphylococcus aureus, hoặc Streptococcus pyogenes. Ba mươi phần trăm trong tất cả các trường hợp chốc là chốc bọng nước. Chốc bọng nước ở trẻ sơ sinh, trẻ em, hay người đang suy giảm miễn dịch và/hoặc đang suy thận, có thể trở nên nghiêm trọng hơn và thường được gọi là Hội chứng bong vảy da do tụ cầu (SSSS). Tỷ lệ tử vong ít hơn 3% ở trẻ em, nhưng lên đến 60% ở người lớn.

## Triệu chứng lâm sàng

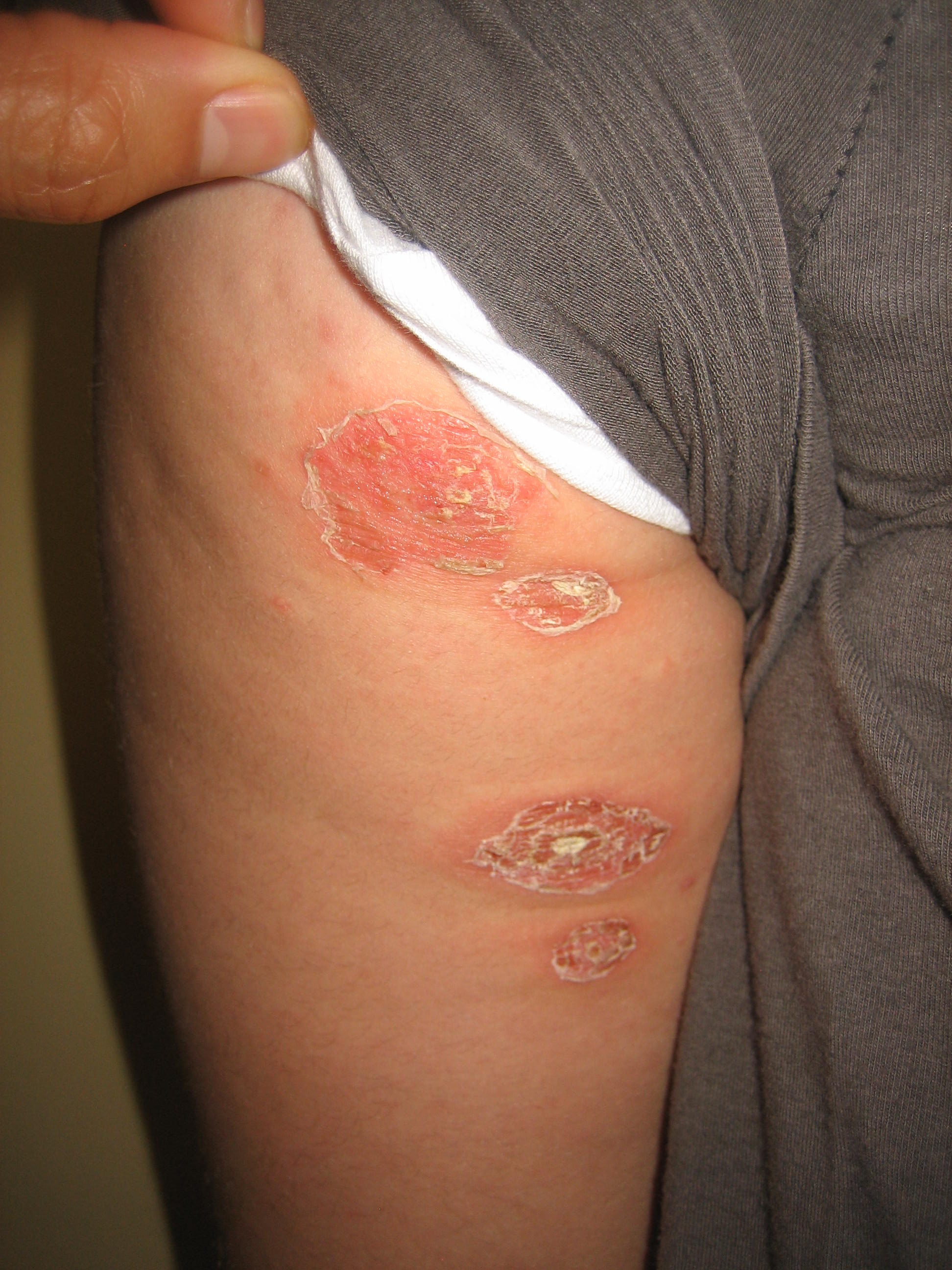
Chốc bọng nước trên cánh tay

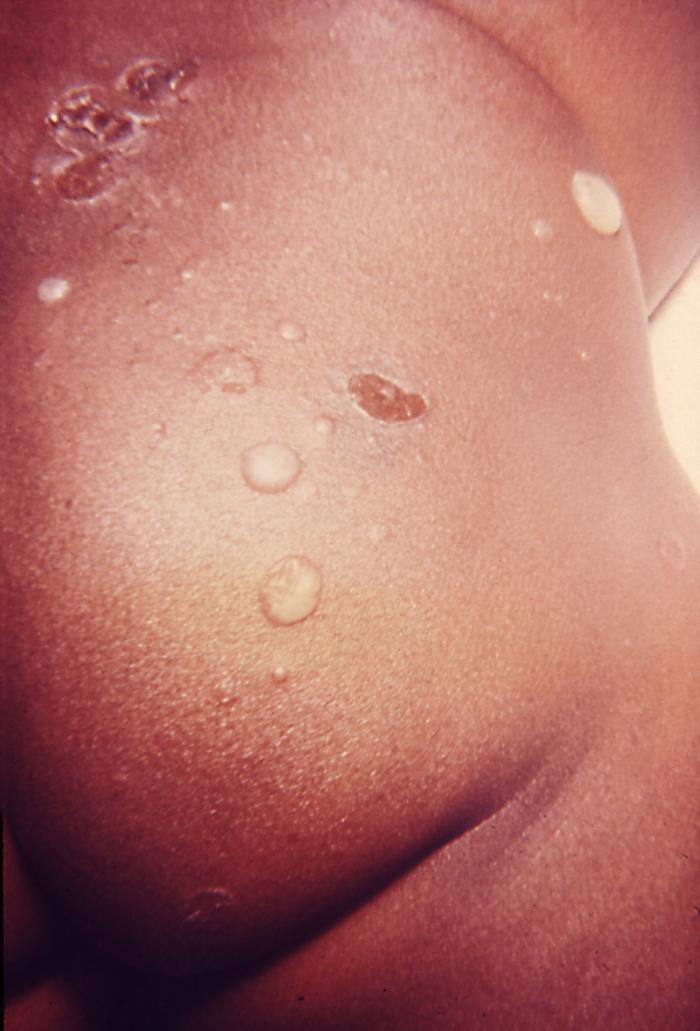
Chốc bọng nước

Chốc bọng nước có thể xuất hiện xung quanh khu vục quấn tã, nách hay cổ. Vi khuẩn tiết ra một loại độc tố làm giảm sự bám dính của các tế bào với nhau, khiến cho các lớp trên của da (thượng bì), và lớp dưới da (hạ bì) để tách nhau ra. Các mụn nước nhanh chóng phình to và tạp thành bọng nước đường kính lớn hơn 5mm. Bọng còn được gọi là hội chứng bong vảy da do tụ cầu. Các triệu chứng khác bao gồm ngứa, sưng các tuyến xung quanh, sốt và tiêu chảy. Cần lưu ý rằng đau rất hiếm khi xảy ra.
Ảnh hưởng lâu dài: một lần vảy trên bọng nước bong ra để lại sẹo rất nhỏ. Có thể gây ra ảnh hưởng lâu dài là bệnh thận.

## Chẩn đoán
Quan sát tổn thương da hoặc nuôi cấy từ tổn thương cho kết quả S.aureus.

### Mô học
Thượng bì là bao gồm một 4 lớp, lớp đáy, lớp gai, lớp hạt, và lớp sừng.
Một khoang trống có thể xuất hiện dưới lớp sừng hoặc giữa phần trên tìm lớp gai. Mặt ngoài của bọng nước là các tế bào á sừngcủa lớp sừng, và nền được hình thành từ các tế bào sừng, đó có thể có hoặc không có hiện tượng ly gai. Bạch cầu trung tính bắt đầu tập trung đến các mụn. Chất độc được sản xuất bởi S. aureus và mục tiêu desmoglein, đó là các phân tử protein bám dính các tế bào với nhau được tìm thấy ở phần trên của thượng bì. Điều này liên quan với vị trí ngay dưới lớp sừng của bọng nước.